# Luis Curiel
Luis Francisco Curiel y Tejada (Sevilla, 11 de octubre de 1655-Madrid, 27 de noviembre de 1724) fue un abogado, diplomático y caballero de la Orden de Santiago español. 

## Primeros años y educación
Estudió derecho en la Universidad de Salamanca. En 1676 obtuvo el título de abogado en la Cancillería de Granada . En 1677 fue nombrado Abogado de Pobres de la ciudad de Sevilla y se le concedió el cargo de auditor de las Milicias de la Capitanía General del Reino de Sevilla.

## Derecho y vida pública
En 1683 fue nombrado, por el Inquisidor general, abogado de la Real Hacienda del Santo Oficio de Sevilla. En 1685 fue nombrado abogado de la ciudad de Sevilla y en 1687 abogado de la archidiócesis de Sevilla . 
De 1688 a 1693 fue lugarteniente del conde de Montellano. Fue teniente de alcalde de Cádiz desde 1696 hasta 1699. Tras esta carrera administrativa y jurídica, el nuevo rey, Felipe V, le nombró en 1700 oidor mayor de la Audiencia de Sevilla. El 27 de agosto de 1703 recibió el hábito de la Orden de Santiago . 
En 1704 fue nombrado juez de grados de la Audiencia de Sevilla. La necesidad del Rey de contar con consejeros dignos de confianza durante la Guerra de Sucesión le dio a Curiel el ascenso al puesto de mayordomo de la Casa y Corte en 1705, trasladándose a Madrid. Convertido en uno de los miembros de la alta judicatura de Madrid, fue consultado en varias ocasiones como consejero de Castilla e Indias por la Cámara. Finalmente, el 20 de agosto de 1707 Felipe V lo nombró fiscal del Consejo de Castilla, permaneciendo en este cargo hasta 1713.
La reestructuración del Consejo de Castilla, llevada a cabo en noviembre de 1713, le proporcionó en 1713, un efímero puesto de consejero del Consejo de Castilla.
Desde el 17 de junio de 1714, Luis Curiel ocupó el sillón S de la Real Academia Española, mientras que su hijo Juan Curiel ocupó el sillón R. 
Fue uno de los primeros protectores (1717) de la recién creada Universidad de Cervera, única universidad de Cataluña después de la Guerra de Sucesión.

## Familia
Era hijo de Agustín Curiel Vega, gobernador de Osuna, mientras que su madre, Catalina Tejada, formaba parte de una de las familias nobles de Marchena. Su hijo Juan Curiel fue político. Se casó el 28 de diciembre de 1681 con Inés María Luna Delgado, con quien tuvo cuatro hijos y dos hijas. 